# Marijke Jongbloed
Marijke Jongbloed (Leeuwarden, 19 oktober 1956 – Amsterdam, 18 augustus 2016) was een Nederlands documentairemaker en schrijver.
Haar meeste films hadden te maken met kunst en dans en werden verkort op televisie en in volle lengte in de bioscoop vertoond. Ze werd vooral bekend door haar documentaires Alle dagen zondag over de Friese kunstschilder Ruurd Wiersma en Stap voor stap over excessen in de balletwereld. Deze laatste film was in 1980 de Nederlandse documentaire-inzending voor de Oscars.

## Biografie
Jongbloed begon op haar dertiende met fotografie. Haar loopbaan startte ze als industrieel fotograaf.
In 1980 voltooide ze de Nederlandse Film en Televisie-academie in Amsterdam. Haar examenfilm Stap voor stap, waarin ze vijf jonge balletdansers volgde, kreeg in 1980 een staande ovatie in het Filmtheater Kriterion in Amsterdam.
In 1989 won Jongbloed de scenarioprijs op het International Documentary Film Festival Amsterdam (IDFA) met de documentaire Art merry-go-round over de kunstwereld in New York.
In 1996 had ze de première van het vierluik Fatal reaction op het Nederlands Film Festival in Utrecht. Jongbloed gaf ook les aan de Filmacademie. Verder was ze in 2002 en 2003 verbonden aan het Binger Instituut in Amsterdam, waar ze scriptontwikkeling onderwees.
Ze werkte ook voor de Nederlandse televisie. Zo werkte ze mee aan de programma's Diogenes van de VPRO, Het uur van de wolf van de NTR en aan reportages van de HUMAN. Haar werk werd verder uitgezonden door de AVRO, de IKON en Omrop Fryslân. Ze was lid van de Dutch Directors Guild.

## Filmografie
- 1978 – Alle Dagen Zondag[1]
- 1979 – Ze Zien Liever Mijn Handen Dan Mijn Gezicht
- 1980 – Stap voor Stap / Step by Step
- 1984 – Ik Ben een Document / I'm a Document
- 1985 – Vriendinnen[2]
- 1986 – Niets Is Wat Het Lijkt
- 1987 – Museumland
- 1988 – Drempelvrees
- 1988 – Op Zoek naar Miles Davis
- 1989 – Hoe Praag in Beweging Kwam
- 1991 – Het Kunstcircus / Art Merry-go-round
- 1992 – De Volgende Stap
- 1994 – Op Eigen Vleugels
- 1996 – Fatal Reaction Singapore
- 1996 – Fatal Reaction New York
- 1997 – Fatal Reaction Bombay
- 1998 – Moddergat
- 2000 – Enclosed
- 2000 – Beyond Reason
- 2000 – Fatal Reaction Moskou
- 2001 – Taxi Ted
- 2002 – Slapeloze Nachten
- 2003 – Smile and Wave
- 2004 – Harticonen[3]
- 2007 – Scenes uit een Kindertijd
- 2008 – Jill
- 2009 – The Greatest Show on Earth
- 2010 – Dans voor het Leven / Living the Dance[4]
- 2011 – Dûns op 'e Kop[5]
- 2012 – Keatsers yn 'e Oarloch[6]

- Nederlandse Thesaurus van Auteursnamen: 070600546
- Virtual International Authority File: 284134431
- WorldCat: E39PBJwCWqvx9DqYQbCV8QcQMP